# San Nicolás Temascatío
San Nicolás Temascatío es una localidad del estado mexicano de Guanajuato. Es parte del municipio de Irapuato.

## Toponimia
El nombre «San Nicolás» hace referencia al santo patrono de la localidad: San Nicolás de Bari. El nombre «Temascatío» proviene de los términos en purépecha: temascalli, Temazcal; tio, lugar. Su significado es «lugar de temascales».

## Demografía
| Gráfica de evolución demográfica |
|                                  |

| Censo | Población |
| ----- | --------- |
| 1900  | 120       |
| 1910  | 184       |
| 1921  | 179       |
| 1930  | 299       |
| 1940  | 346       |
| 1950  | 459       |
| 1960  | 532       |
| 1970  | 696       |
| 1980  | 707       |
| 1990  | 1 269     |
| 2000  | 1 465     |
| 2010  | 1 699     |
| 2020  | 1 942     |